# 維而馬魮脂鯉
維而馬魮脂鯉，中文俗名巧克力霓虹，為輻鰭魚綱脂鯉目脂鯉亞目脂鯉科的其中一個種，為熱帶淡水魚，分布於南美洲塔帕若斯河上游流域，體長可達2.9公分，棲息在底中層水域，生活習性不明，可作為觀賞魚。

## 扩展阅读
- 維基物種上的相關：維而馬魮脂鯉